# Zendmast Egem
De zendmast van Egem is een 305 meter hoge zendmast langs de Vliegveldweg in Egem, deelgemeente van Pittem (West-Vlaanderen). Het is de hoogste constructie in België. De toren werd gebouwd in 1973 ter vervanging van de in 1958 opgerichte televisiemast van Aalter.
De mast droeg in het verleden de antennes voor de tv-uitzendingen van de VRT. In de nacht van 2 op 3 november 2008 werd het uitzenden van analoge tv via de ether definitief stopgezet. Vanaf toen zond men tv enkel nog via DVB-T digitaal in hogere kwaliteit. Op zaterdag 1 december 2018 stopte men ook met het uitzenden van televisie via DVB-T.
De mast is nog steeds in gebruik voor de radio-uitzendingen van de VRT (Radio 1, Radio 2, Klara, MNM, Studio Brussel) en de uitzendingen van een aantal andere commerciële radiozenders (Q-Music, JOE fm, Topradio, Nostalgie, VBRO). Er zijn ook een aantal antennes voor mobiele communicatie (Telenet, Orange en Proximus) aan de mast bevestigd.
Voor de privatisering van het VRT-netwerk, waarvan dit zendstation deel uitmaakt, koos de VRT in december 2008 voor het Noorse bedrijf Norkring.
Op 21 maart 2016 werd in Egem een nieuwe zender voor radio via DAB+ in dienst gesteld. Deze radiozender van de nieuwste generatie stuurt 15 stations digitaal de ether in: Family Radio, Nostalgie, Radio Maria, TOPradio, Roxx, VBRO, VBRO Evergreen, JOE fm, Joe 70's, Joe 80's, Qmusic, Q non-stop en BBC World Service via mux 11A. Op 1 maart 2019 werden de landelijke mux'en 5A en 5D in gebruik genomen. Stadsradio Vlaanderen en Tomorrowland OWR werden toegevoegd aan mux 5A.